# Volksdorfer Schulkate

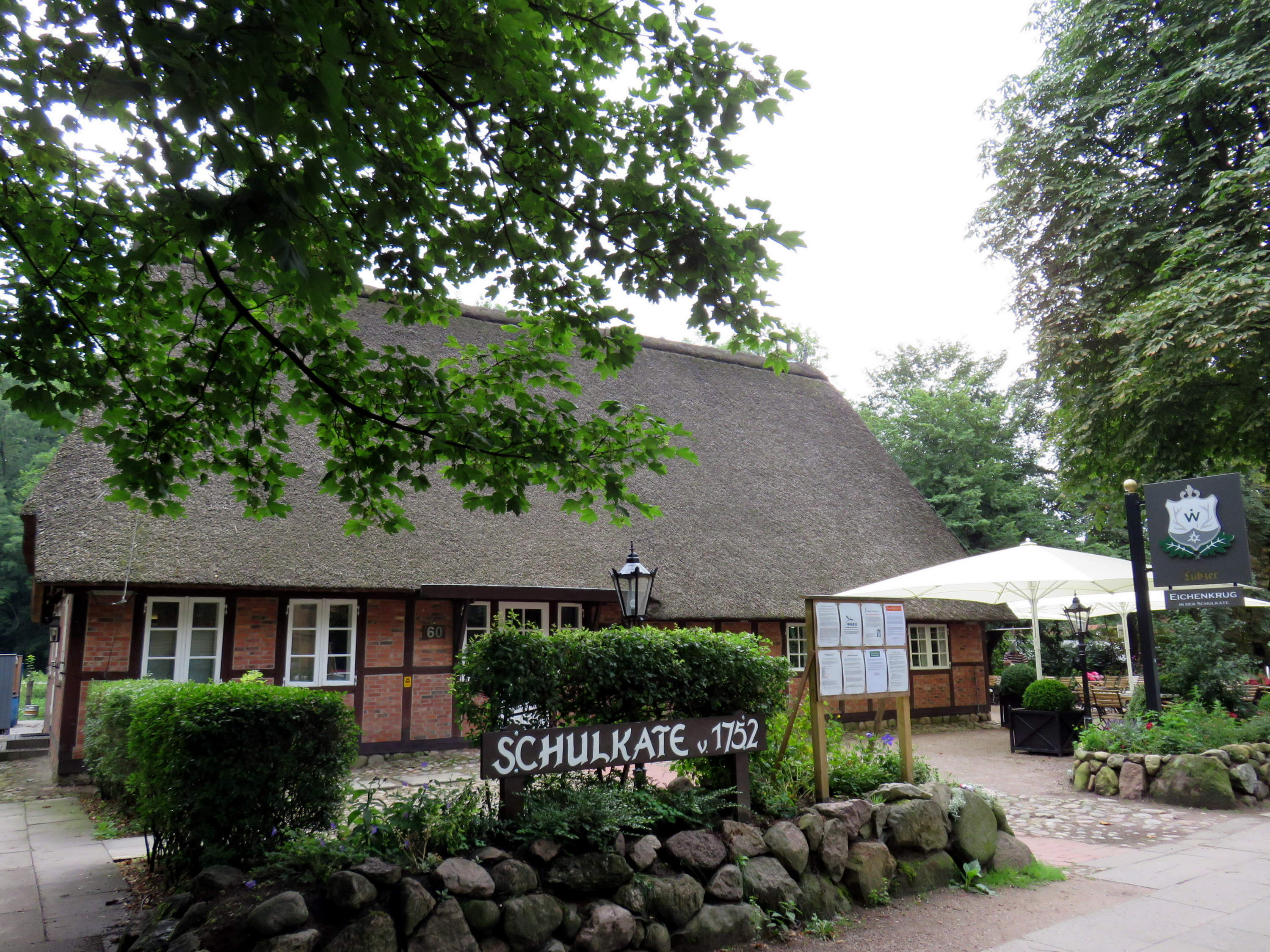
Volksdorfer Schulkate

Die Volksdorfer Schulkate ist eine mit Reet gedeckte Kate im Stadtteil Hamburg-Volksdorf im Bezirk Hamburg-Wandsbek, Im Alten Dorfe 60. Sie steht als Ensemble mit dem Museumsdorf Volksdorf unter Denkmalschutz.

## Geschichte
Der erste Schulunterricht in Volksdorf fand ab 1684 im Wohnraum des Schusters Michael Kohmann in der Straße „In de Grund“ (heute Dorfwinkel) statt. Dieser durfte sich dafür eine neue Kate bauen. Als diese 1752 baufällig war, wurde mit der Hilfe und dem Geld von Senator Boetefeur, dem zuständigen Waldherren (Hamburger Senator, zuständig für die Verwaltung der fünf Hamburger Exklaven im waldreichen Nordosten Hamburgs), ein Schulneubau möglich. Dieser wurde bereits im selben Jahr oben auf einem der Heidberge, dem „Schulberg“ (ab 1952 „Kirchberg“), errichtet. Dieses neue Schulhaus von 1752 wurde noch ganz in der hergebrachten Tradition eines bäuerlichen, strohgedeckten Fachwerkhauses im Typus des niederdeutschen Zweiständer-Fachhallenhauses erbaut. Im Wohnteil, dem Kammerfach, befand sich neben der Wohnstube eine Schulstube (3,9 × 5,2 m). Im hinteren Teil des Hauses mit Flett und Groot Deel konnte der Schulmeister in einfachstem Stil bäuerlich wirtschaften.
Im Jahr 1828 war die Kate von 1752 baufällig geworden. Da die Schule ohnehin für die größer gewordene Schar von Schülern zu klein geworden war, entschloss sich die Gemeinde zu einem Neubau. Die Schulkate wurde 1830 an den Vollhufner (Bauer) Cord Hinrich Bock aus Ohlstedt auf Abbruch verkauft. 
Der Heimatforscher Alf Schreyer (1915–1993) fand 1983 rechtzeitig kurz vor Abriss der Kate und deren endgültigem Ende auf einer Kippe Vergessenes über die Geschichte dieses Volksdorfer Schulgebäudes heraus.
Das Denkmalschutzamt ließ daraufhin das Gebäude verformungsgetreu aufmessen. Eine Initiativgruppe um den Architekten Dietrich Raeck hörte davon und beschloss, die Kate fachmännisch abzutragen und für einen Wiederaufbau in Volksdorf einzulagern. Insgesamt fanden sich 42 freiwillige Helfer, die stunden- oder tageweise mit Hand anlegten. Selbst die Ziegelsteine wurden einzeln ausgebaut, gereinigt und auf Paletten gelegt. Nach nur zwei Wochen mit drei Wochenenden war die Arbeit abgeschlossen. Dann wurde das inzwischen nummerierte Fachwerkgerüst mit Hilfe von Zimmerleuten und einem Kran vorsichtig demontiert und auf den Hamburger Staatsgütern Wulfsdorf und Wulksfelde gelagert. Die Steine warteten auf dem Gelände des Amalie-Sieveking-Krankenhauses auf ihre Wiederverwendung.
Sechs Jahre zogen sich die Verhandlungen für den Wiederaufbau hin. Aus der Initiative wurde der „Verein zur Erhaltung der ehemaligen Volksdorfer Schulkate von 1752  e.V.“  Nach der Eröffnung des Restaurants Eulenkrug am 1. März 1990 im Erdgeschoss folgte im Herbst die Einweihung des vom Verein ausgebauten Dachgeschosses als Veranstaltungsraum mit Pantry und WC. Der Verein benannte sich 2004 in Verein Schulkate Volksdorf e.V. um.
Seit 2016 steht die Schulkate als Ensemble mit dem benachbarten Museumsdorf Volksdorf unter Denkmalschutz.
Am 1. Mai 2022 ging die Schulkate an die Treuhandstiftung Volksdorf über. Treuhänder ist der Verein Schulkate Volksdorf e.V.

### Gastronomie
Das Restaurant Eulenkrug wurde im März 2014 geschlossen und nach Umbauarbeiten, die bis Oktober 2014 dauerten, unter dem Namen Eichenkrug neu eröffnet. Der Eichenkrug schloss 2020 während der Corona-Pandemie und wurde nach Ende der Pandemie nicht wieder eröffnet. Bis zur Wiedereröffnung unter dem Namen Reethaus im Juli 2024 standen die Räume leer.